# 群馬県道312号太田境東線
群馬県道312号太田境東線（ぐんまけんどう312ごう おおたさかいあずません）は群馬県太田市西本町の群馬県道2号前橋館林線との三叉路から伊勢崎市境栄の国道354号を結ぶ県道である。現在の路線名となる以前の旧・路線名は「太田境線」。

## 路線データ
- 起点：太田市西本町（群馬県道2号前橋館林線交点）[注釈 1]
- 終点：伊勢崎市堺栄176番の1（群馬県道142号綿貫篠塚線交点〈境栄交差点〉）[注釈 2]
- 重要な経過地：新田郡新田町[注釈 3]、尾島町[注釈 3]

## 歴史
- 1959年（昭和34年）9月18日：群馬県より現・道路法に基づき、県道太田境線（太田市 - 新田郡新田町 - 尾島町 - 佐波郡境町、整理番号18）として路線認定される[2]。
  - 同日、前身路線にあたる県道境太田線（佐波郡境町 - 太田市、整理番号132）が路線廃止される[3]。

## 路線状況

### 別名
- 例幣使街道（全線）

### 重複区間
- 国道354号（太田市新田中江田町 - 同市小角田町〈小角田北交差点〉）
- 群馬県道69号大間々世良田線（太田市新田中江田町〈新田中江田町交差点〉 - 太田市小角田町〈小角田北交差点〉 - 同〈小角田交差点〉）

## 交差する道路
- 群馬県道2号前橋館林線（太田市西本町）
- 群馬県道323号鳥山竜舞線（太田市藤阿久町、藤阿久交差点）
- 群馬県道275号由良深谷線（太田市由良町、宝町交差点）
- 群馬県道332号桐生新田線（太田市新田木崎町）
- 群馬県道311号新田尾島線（太田市新田木崎町、新田木崎町交差点）
- 群馬県道69号大間々世良田線（太田市新田中江田町、新田中江田町交差点・太田市小角田町、小角田北交差点、小角田交差点）
- 国道17号（上武道路）（太田市小角田町、小角田西交差点）
- 群馬県道315号大原境線（伊勢崎市境三ツ木、三ツ木橋東交差点）
- 国道354号（伊勢崎市境栄、境栄三叉路）